# Wilhelm Weitling
Wilhelm Weitling (5 de octubre de 1808 - 24 de enero de 1871) fue un importante anarquista, comunista o socialista. Weitling, un alemán, fue criticado y elogiado por Karl Marx. Friedrich Engels lo describiría como un "socialista utópico", aunque este también se refirió a Weitling como el "fundador del comunismo alemán".

## Biografía
Nació en Magdeburg, Prusia, fruto de la relación ilegítima entre un oficial francés y una cocinera alemana. Tras pasar por Leipzig, donde participa en el movimiento revolucionario de 1830, y por Viena llega a París en 1837. Allí se integra en la recién fundada Liga de los justos y pronto se convierte en el principal teórico de la organización.
Gracias al apoyo financiero de la Liga puede publicar clandestinamente en 1838 su primera obra titulada La humanidad tal como está y tal como debería estar, que tuvo un gran impacto entre los emigrados alemanes no sólo de Francia sino también de Suiza y de Gran Bretaña. En ella se opone a la vía reformista defendida hasta entonces por la mayoría de los socialistas utópicos y señala a la clase obrera como la protagonista de la revolución que ha de traer una sociedad «comunista» estructurada en «asociaciones de familias» —en lo que se advierte el influjo de Charles Fourier— y cuyo origen lo retrotrae a Jesucristo, que según Weitling había sido el primero en defender la comunidad de bienes —en lo que coincidía con Lamennais, aunque este nunca había cuestionado la propiedad privada—. En 1841 Weitling perseguido por la policía huye a Ginebra donde publica Der Hilferuf der deutschen Jugend (El grito de auxilio de la juventud alemana) y, más tarde en Vevey, Die neue Generation (La nueva generación), dos revistas muy leídas dentro y fuera de Suiza. Entonces publica su segunda obra teórica, Las garantías de la armonía y de la libertad (1842), en la que vuelve a rechazar el reformismo y vuelve a abogar por la revolución encabezada por el proletariado que impondría una especie de «dictadura» para alcanzar el «comunismo»:

No es bueno considerar un lento período de transición para establecer un orden nuevo. Si se tiene el poder, es necesario aplastar la cabeza de la serpiente… No es necesario concertar el armisticio con los enemigos, abrir negociaciones con ellos y creer en sus promesas. Desde que se abren las hostilidades, es preciso considerarlos como animales incapaces de comprender el lenguaje de la razón

Esta obra fue muy criticada por su mesianismo, próximo a los anabaptistas de Münster, pero Weitling no se arredró y al año siguiente publicó El Evangelio del pobre pecador (1843) donde vuelve a afirmar la simbiosis entre comunismo y cristianismo —«todas las ideas democráticas son consecuencia del cristianismo», escribe— y presenta a Jesucristo como el primer revolucionario en su lucha contra los fariseos, por lo que la obra es prohibida en Suiza y Weitling pasa varios meses en prisión. A pesar de ello el mesianismo comunista de Weitling tuvo muchos seguidores, como el «profeta» suizo Christian Albrecht que publicó el folleto ¿Cómo es un comunista?, al que caracterizaba «como un individuo puro que, a través de la razón y del amor fraterno, busca elevar al hombre a la dignidad que Dios le ha concedido y que verdaderamente posee en tanto que representante de dicha dignidad».
Tristram Hunt calificó su doctrina de «una mezcla altamente emocional del comunismo de François-Noël Babeuf (una doctrina social y política que aboga por igualitarismo y comunismo), cristianismo y populismo milenario»:

Siguiendo la obra del cristiano radical Felicité de Lamennais, Weitling impulsó la instalación del comunismo por la fuerza con la ayuda de un ejército de exconvictos de unos 40 000 hombres. Una comunidad inocente, de bienes, de compañerismo y la armonía social entonces seguiría, introducida por la figura parecida a Cristo del mismo Weitling. Mientras Marx y Engels luchaban con las complejidades de capitalismo industrial y los modos modernos de producción, Weitling revivió la política apocalíptica del siglo XVI de la rebelión de los anabaptistas de Münster y sus tentativas sangrientas de introducir la Segunda Llegada... Para colmo, la mezcla vertiginosa de Weitling de evangelismo y protocomunismo atrajo a miles de seguidores dedicados a través del Continente.

En el Evangelio de los pobres pecadores, remontó el comunismo al cristianismo primitivo.
Su libro Garantías de armonía y libertad fue aclamado por Bruno Bauer, Ludwig Feuerbach y Mijaíl Bakunin, que fue el último a quien Weitling conoció en Zürich en 1843. Karl Marx, en una entrevista en 1844, se refirió al «esplendor ilimitado del debut literario del trabajador alemán», pero "lo que ganó de Marx esta 'alabanza' altisonante era simplemente el hecho que las peticiones de Weitling fueron dirigidas a los trabajadores como una clase."
Durante su estadía en Zürich, fue arrestado por agitación revolucionaria y extraditado al Reino de Prusia. Desde allí tuvo la oportunidad en 1849 de emigrar a los Estados Unidos.

## Obras
Publicó muchas obras de carácter revolucionario:
- Die Menschheit. Wie Sie ist und wie sie sein sollte, (1838/39) German text online
- Evangelio de los pobres Pecadores, (Das Evangelium eines armen Sünders. 1845)
- Ein Nothruf an die Männer der Arbeit und der Sorge, Brief an die Landsleute, (1847)
- Garantías de Armonía y Libertad, (Garantien der Harmonie und Freiheit), (1849) German text online